# .sv
.sv je internetová národní doména nejvyššího řádu pro Salvador.
Windows Internet Explorer 6 od Microsoftu obsahuje chybu ve švédské verzi, kde se přípona .sv používá namísto .se, když se použije klávesová zkratka ctrl+enter pro připojení koncovky.

## Domény druhé úrovně
- edu.sv – Vzdělávací a výzkumné instituce
- gob.sv – Orgány salvadorské vlády
- com.sv – Komerční subjekty a ostatní
- org.sv – Neziskové organizace
- red.sv – Síťová správa